# Cyathula mollis
Cyathula mollis är en amarantväxtart som beskrevs av C. C. Towns.. Cyathula mollis ingår i släktet Cyathula, och familjen amarantväxter. Inga underarter finns listade i Catalogue of Life.